# 飼葉駿
飼葉 駿（かいば しゅん）は、日本の元漫画家。

## 経歴
代表作は『きっず・とれいん』。1986年（昭和61年）に辰巳出版の『COMICペンギンクラブ』が創刊された直後から連載を開始。
2012年（平成24年）まで茜新社の『COMIC SIGMA』（コミックシグマ）に移りながら、26年に渡って月刊連載を継続した。掲載誌はいずれも成人向け漫画雑誌だが、同作にはいわゆるエロは全く無い、小学生たちを主人公にしたギャグ漫画である。
一時期、うづきあきひこあるいはうづき秋彦の名義でも活動していた。
『きっず・とれいん』の連載終了後、2022年現在も新作の発表はされておらず、また2018年時点で公式サイトも消滅しており事実上の引退状態にある。
2023年時点では消息不明らしく、稀見理都によるとコミックハウスなど関係者も連絡が取れなくなっているとのこと。

## 作品リスト
1. 『きっず・とれいん』 1991年5月発売、フランス書院〈パピポコミックス〉、ISBN 4-8296-7702-3
2. 『きっず・とれいん』 1999年5月発売、蒼竜社〈プラザCOMIX〉、ISBN 4-88386-023-X

## 『きっず・とれいん』について

### 登場人物
こーじ
蝶ネクタイをしており、よくウンコをしている為ウンコネタが多い。いわゆるいじられキャラ的存在で、彼が中心となる話が多い。みどりの事が好き。
みつお
小学生達の中でも特に子供っぽい性格をしている。ウソに騙されやすく、食べ物の好き嫌いが多い。3月生まれで一番誕生日が遅い。
みどり
こーじに惚れられているが、本人はあまり気にかけていない（ただし嫌がっているわけでもない）。母親を亡くしている。
あきひこ
科学者になるのが夢で、色んなものを作っている。また、科学的なようでそうでないコメントをする事が多い。
マイ
こーじに惚れていてこーじの事を様付けしているが、S気が強くこーじの悲惨な姿を思い浮かべるのが好き。趣味は占い。
ヨーコ先生
こーじたちの担任。出番はあまり多く無い。
のりお
右手は常に後頭部で、申し訳なさそうに喋る。よく分らない発言が多いが、それ以上に奇妙な現象を引き起こす事が多い。
しんいち
大人びた性格で、常に冷静に物事を見ている。知識も豊富。
そうじ
髪が長いのが特徴で、一見すると女子に見える事もあるが作中では特にそのような描写は無い。言動は男子の中でも特に荒っぽい。
けいこ
4月生まれで一番誕生日が早い。やや女王様気質。
ひろこ
おっとりした性格で、あまり目立つ事は無いが時折核心をついた発言をする。
その他クラスメート
さとる、まどか、けんいち、ゆかりetc。